# Cephalozia schusteri
Cephalozia schusteri är en bladmossart som beskrevs av Sushil K.Singh et D.K.Singh. Cephalozia schusteri ingår i släktet trådmossor, och familjen Cephaloziaceae. Inga underarter finns listade i Catalogue of Life.